# Лошонец
Лошонец (словац. Lošonec) — село и одноимённая община в районе Трнава Трнавского края Словакии. В письменных источниках упоминается с 1332 года.

## География
Село расположено в западной части края у восточных склонов Малых Карпат, при автодороге 1290. Абсолютная высота — 254 метров над уровнем моря. Площадь муниципалитета составляет 23,71 км². В селе есть римско-католический костёл Святой Анны в стиле барокко, построен в 1714 году.

## Население
По данным последней официальной переписи 2011 года, численность населения селa составляла 824 человек.
Динамика численности населения общины по годам:
| Год:                | 1994 | 2004    | 2014    | 2024     |
| ------------------- | ---- | ------- | ------- | -------- |
| Количество человек: | 543  | 522     | 505     | 607      |
| Разница:            |      | −3,86 % | −3,25 % | +20,19 % |

Национальный состав населения (по данным переписи населения 2011 года):
| Национальность | Численность, человек |
| -------------- | -------------------- |
| словаки        | 483                  |
| венгры         | 1                    |
| чехи           | 2                    |
| другие         | 3                    |
| не указана     | 33                   |